# General Custers sidste Kamp (film fra 1921)
General Custers sidste Kamp er en amerikansk stumfilm fra 1921 af Marshall Neilan.

## Medvirkende
- James Kirkwood Sr. som Bob Hampton
- Wesley Barry som Dick
- Marjorie Daw
- Pat O'Malley som Lt. Brant
- Noah Beery Sr. som Slavin
- Frank Leigh som Murphy
- T. D. Crittenden som Gen. Custer
- Tom Gallery som Rev. Wyncoop